# NGC 12
NGC 12 je galaksija u zviježđu Ribe.

## Vanjske poveznice
- SEDS: NGC 0012